# La Estrella, Puebla
La Estrella är en ort i Mexiko.   Den ligger i kommunen Zacatlán och delstaten Puebla, i den sydöstra delen av landet, 130 km öster om huvudstaden Mexico City. La Estrella ligger 2 287 meter över havet och antalet invånare är 252.
Terrängen runt La Estrella är huvudsakligen kuperad, men åt nordväst är den platt. Terrängen runt La Estrella sluttar österut. Runt La Estrella är det ganska tätbefolkat, med 54 invånare per kvadratkilometer. Närmaste större samhälle är Zacatlán, 7,2 km nordost om La Estrella. Omgivningarna runt La Estrella är en mosaik av jordbruksmark och naturlig växtlighet.